# Neviditelná univerzita
Neviditelná univerzita je ve fiktivním světě Zeměplochy magická škola ve městě Ankh-Morporku (v části Ankh). Její vedení je tvořeno z valné části bláznivými nebo pošetilými starými mágy. Neviditelná univerzita se považuje za největší a nejlepší, protože je jedinou svého druhu na Zeměploše - v knize Poslední kontinent ovšem zjistíme, že existuje alespoň jedna další (Gumagongská univerzita). Studenti se zde učí, jak používat a hlavně nepoužívat magii, protože správný mág ví, že je zrádná a že každá akce má svou reakci.

## Postavy spjaté s univerzitou
- Arcikancléř – momentálně (dle knihy Buch!) Vzoromil Výsměšek Hnědý
- Kvestor – arcikancléřův poskok. Je šílený, ale pomáhají mu na to pilulky ze sušených žab. Ne snad, že by ho léčily - vyvolávají v něm halucinaci, že je příčetný. Z Neviditelné univerzity je jediný, kdo rozumí iracionálním číslům.
- Děkan – velmi tlustý mág (jako všichni mágové).
- Knihovník – pracovník Magické knihovny, který byl při událostech v knize Lehké fantastično změněn mocným zaklínadlem v orangutana.
- mág Mrakoplaš – nejhorší student univerzity, který ji po dlouhé době studia opustil se znalostí pouze jediného zaklínadla. Pak se ale vrátil a poté, co vykonal velký čin ve službách a ve prospěch magie (tedy byl vyslán na téměř sebevražednou misi) získal dokonce sedm titulů (které nikdo jiný nechtěl).
- Rumpál Žička - nejstarší mág na NU, po smrti žil dočasně jako zombie.
- Rozšafín Ctibum - vedoucí katedry Silnoproudé magie a prelektor na NU.

## Pojmy spjaté suniverzitou
- AškEnte - temný rituál (dle knihy Erik)